# Horst Wessel
Horst Ludwig Wessel (9 tháng 10 năm 1907 – 23 tháng 2 năm 1930) là nhà hoạt động Đảng Quốc xã Đức, và là một đội trưởng của lực lượng Xung kích, đã trở thành một liệt sĩ của phong trào quốc xã sau khi bị phe Cộng sản giết chết vào năm 1930. Anh là tác giả lời bài hát "Die Fahne hoch" ("Ngọn cờ giương cao"), thường được biết đến như Horst-Wessel-Lied ("Bài ca Horst Wessel"), đã trở thành đảng ca của Đảng Quốc xã và là đồng quốc ca trên thực tế của Đức từ năm 1933 đến năm 1945. Cái chết của anh cũng khiến cho Wessel trở thành "quan thầy" của Luftwaffe's Không đoàn Tiêm kích số 26 của Không quân Đức Quốc xã và Sư đoàn cơ giới tình nguyện SS thời Chiến tranh thế giới thứ hai.
Wessel đã được bộ máy tuyên truyền của Göbbels ca tụng như một anh hùng đã xả thân vì chính nghĩa của phong trào quốc xã. Göbbels khởi đầu tiến trình này với bản tường thuật "Giương cao ngọn cờ!" về cái chết của Wessel vào ngày 27 tháng 2 năm 1930 Nhiều diễn văn tuyên truyền hiệu quả của Göbbels đã được thực hiện bên các khu mộ, song Wessel nhận được sự chú ý khác thường, không như nhiều đội viên xung kích khác.